# جی‌دی ۳۶۲
جی‌دی ۳۶۲ یک ستاره است که در صورت فلکی زانوزده قرار دارد.